# Stapleton, Nebraska
Stapleton är administrativ huvudort i Logan County i Nebraska. Enligt 2020 års folkräkning hade Stapleton 267 invånare.